# Lucky Lady II
El Lucky Lady II es un avión Boeing B-50 Superfortress de la Fuerza Aérea de los Estados Unidos, que se convirtió en la primera aeronave en dar la vuelta al mundo sin paradas. Su viaje de 1949, asistido mediante reabastecimiento en vuelo, duró 94 horas y 1 minuto. Con posterioridad el avión sufrió un accidente, y solo se conserva el fuselaje. 

## 1949: Primera circunnavegación aérea del mundo
El Lucky Lady II era un B-50 del 43.er Grupo de Bombardeo, equipado con 12 ametralladoras de calibre 12.7 mm. Para su misión de circunnavegación, se agregó un tanque de combustible en la bodega con el fin de incrementar su alcance. La misión requería una doble tripulación, con dos grupos de tres pilotos, bajo el mando del capitán James Gallagher. Las tripulaciones pilotaron en turnos de cuatro a seis horas.

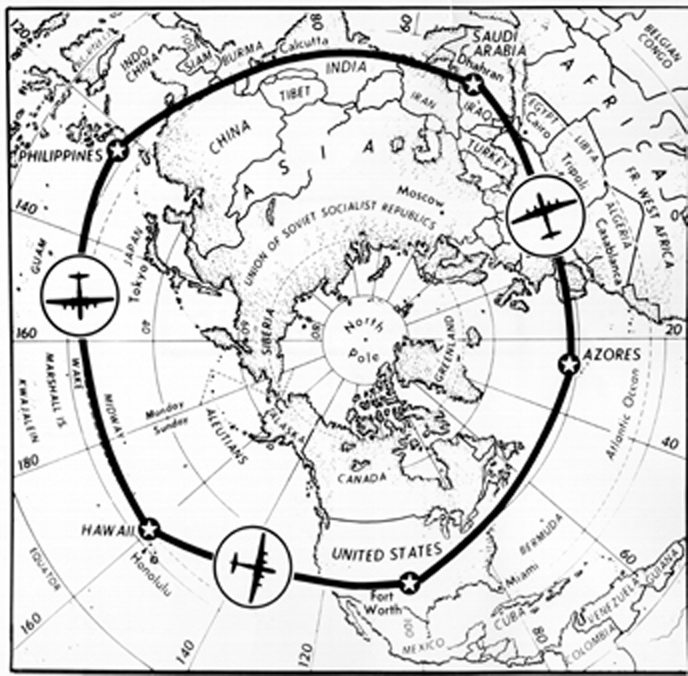
Mapa del vuelo del Lucky Lady II

Con una tripulación total de 14 miembros, el avión comenzó su viaje alrededor del mundo a las 12:21 p. m. del 26 de febrero de 1949. Despegó de la Base de la Fuerza Aérea de Carswell cerca de Fort Worth, Texas, y se dirigió hacia el este, en dirección al Océano Atlántico. 
Después de volar 37.742 km, el avión pasó la torre de control de vuelta a Carswell el 2 de marzo a las 10:22 a. m., marcando el final de la circunnavegación, aterrizando a las 10:31 después de haber permanecido en el aire durante 94 horas y un minuto, y tomando tierra dos minutos antes de la hora de llegada prevista calculada en el despegue.
En ruta, la aeronave repostó cuatro veces en pleno vuelo, recibiendo el combustible desde aviones cisterna KB-29M, cerca de la Base Aérea de Lajes en las Azores, del Campo Aéreo Dhahran en Arabia Saudita, de la Base Aérea de Clark en las Filipinas y de la Base de la Fuerza Aérea Hickam en Hawái, utilizando la hoy en día obsoleta técnica de manguera en bucle. 
El avión voló a altitudes de entre 3000 y 6100 m y completó el viaje alrededor del mundo a una velocidad media en tierra de 401 km/h.

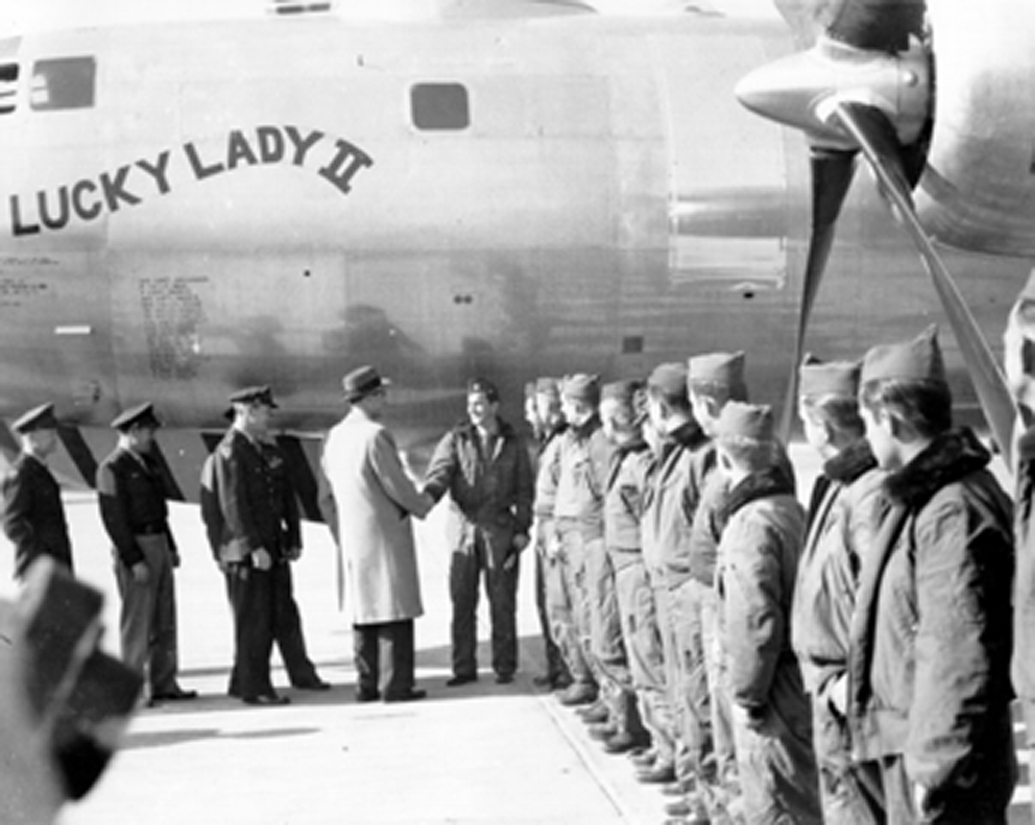
Los miembros de la tripulación del Lucky Lady II son saludados por el Secretario del Aire Stuart Symington y por el General Hoyt Vandenberg

El general Curtis LeMay, comandante general del Mando Aéreo Estratégico, estuvo presente para saludar al equipo del Lucky Lady II a su llegada, junto con otros dignatarios, entre los que figuraban el Secretario de la Fuerza Aérea W. Stuart Symington, el jefe de Estado Mayor de la Fuerza Aérea, Generalt S. Vandenberg, y el Mayor general Roger M. Ramey, comandante general de la Octava Fuerza Aérea. LeMay dijo que la misión demostró que la Fuerza Aérea podía enviar bombarderos desde Estados Unidos a "cualquier lugar del mundo que requiera lanzar una bomba atómica". Así mismo dijo que el reabastecimiento de combustible en el aire también podría usarse para aviones de combate. Symington señaló que el reabastecimiento de combustible aéreo "convertiría los bombarderos medios en bombarderos intercontinentales".
Cada miembro de la tripulación de la aeronave recibió la Cruz de Vuelo Distinguido, siendo galardonados por la Asociación Aeronáutica Nacional con el Trofeo Mackay en reconocimiento al vuelo excepcional del año, y por la Asociación de la Fuerza Aérea con su Trofeo de la Edad del Aire.
Otro B-50 de nombre Global Queen había despegado el 25 de febrero con la misma misión, pero se vio forzado a aterrizar en la Base Aérea de Lajes en las Azores debido al incendio de un motor. El general Curtis LeMay había preparado cinco equipos con la misma misión, previendo que al menos uno tendría éxito. Las tripulaciones y la logística se organizaron en tan solo cuatro semanas.

## OtrosLucky Lady
Lucky Lady II era el nombre de un B-17 del 338.º Escuadrón de Bombardeo, que fue derribado cerca de Temse, Bélgica, el 30 de julio de 1943. 
Lucky Lady II también fue uno de los tres aviones con nombres similares, cada uno de los cuales fue parte de una histórica circunnavegación protagonizada por la Fuerza Aérea de los Estados Unidos: 

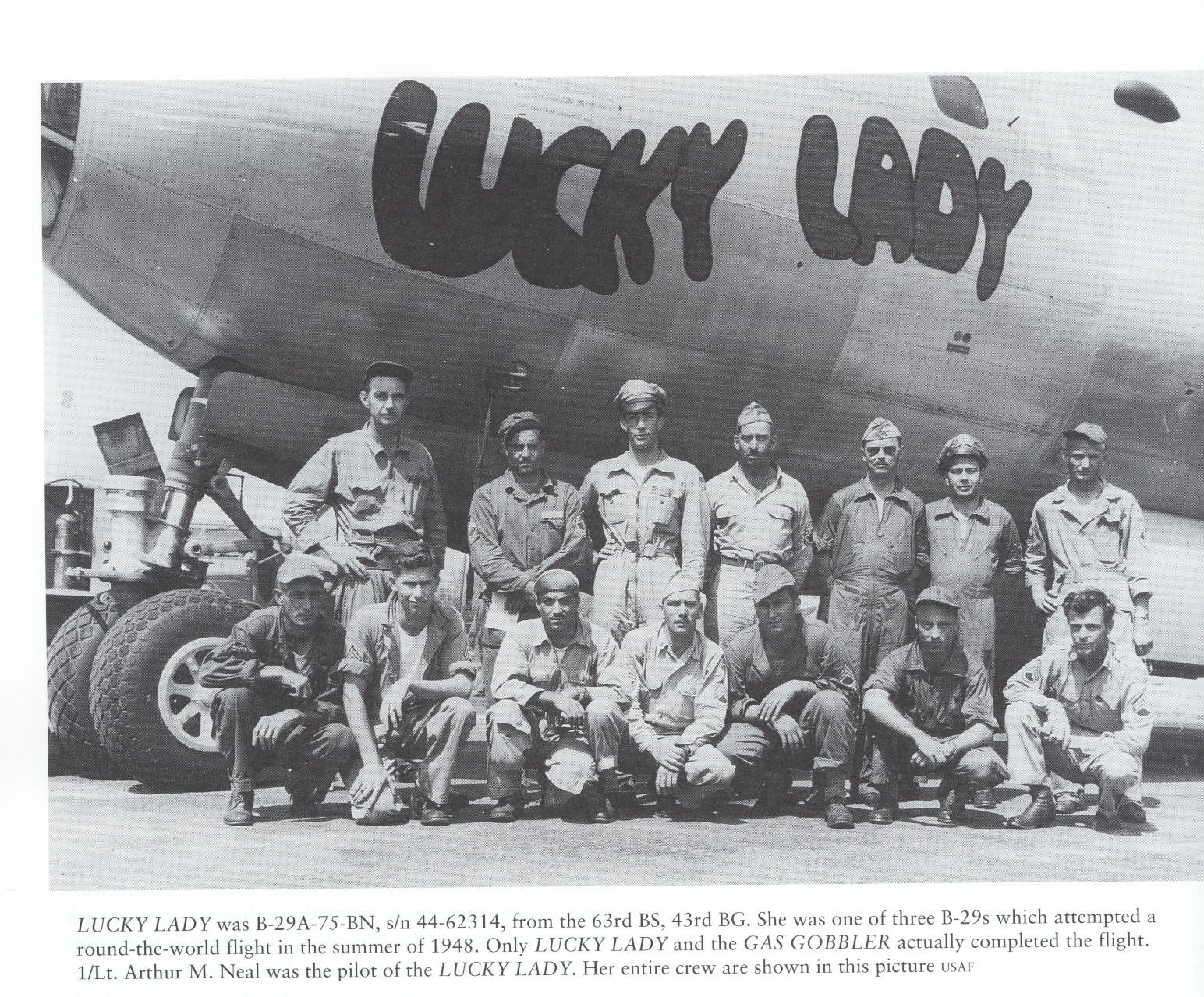
Miembros de la tripulación del Lucky Lady I

Lucky Lady I fue uno de los tres Boeing B-29 Superfortress que intentaron realizar un viaje alrededor del mundo entre julio y agosto de 1948, volando desde y hacia la Base de la Fuerza Aérea Davis-Monthan en Arizona. Uno de los B-29 se estrelló en el mar Arábigo.
El Lucky Lady I, comandado por el teniente primero A.M. Neal, junto con el Gas Gobbler, comandado por el teniente coronel R.W. Kline, completó 32.000 km de vuelo en 15 días, después de hacer ocho paradas en el camino y volar durante 103 horas y 50 minutos.
El Lucky Lady III fue uno de los tres Boeing B-52 Stratofortress que realizaron la circunnavegación en enero de 1957 como parte de la Operación Power Flite, un vuelo desde la Base de la Fuerza Aérea Castle en California, que completó un recorrido de 39.147 km en 45 horas y 19 minutos (a una velocidad promedio en tierra de 863 km/h) con la asistencia de reabastecimiento de combustible aéreo de aviones cisterna KC-97 Stratofreighter. Ocho años después del Lady II, el Lady III hizo el viaje alrededor del mundo en menos de la mitad del tiempo requerido por su antecesor.

## Estado actual

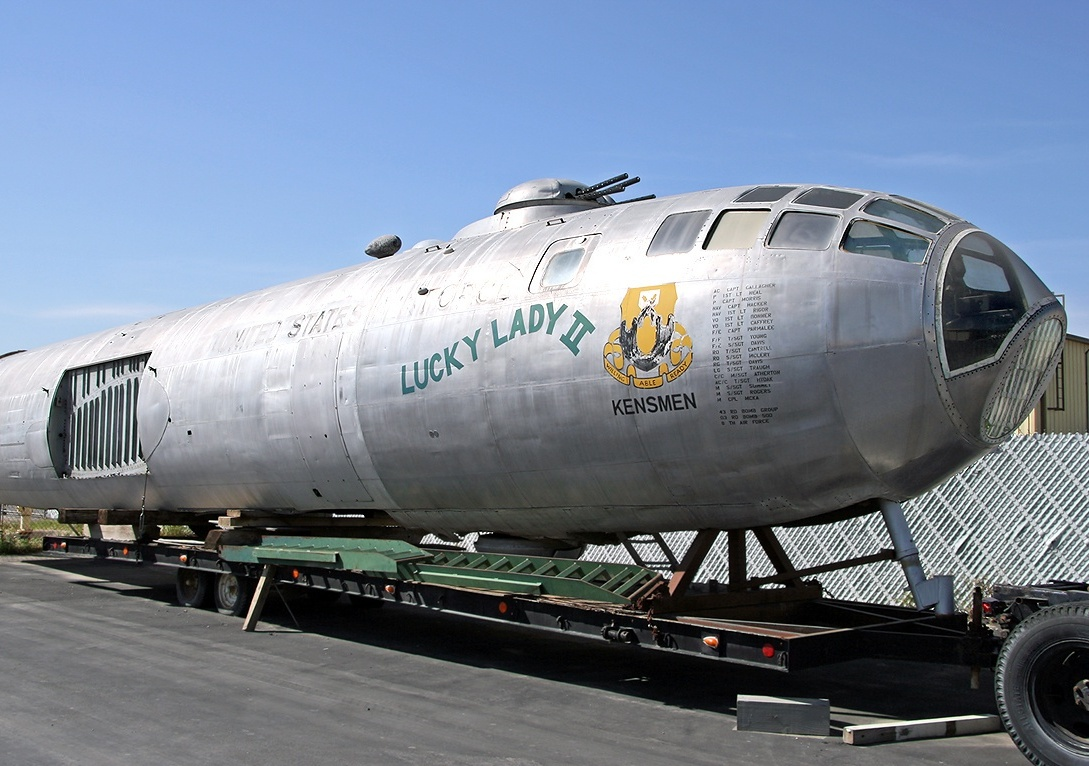
El Lucky Lady II en 2002

El fuselaje de la aeronave, designado B-50A-5BO 46-0010, está en exhibición en el Museo Planes of Fame en Chino, California.